# República Dominicana en los Juegos Olímpicos de Los Ángeles 1984
La República Dominicana estuvo representada en los Juegos Olímpicos de Los Ángeles 1984 por un total de 19 deportistas, 15 hombres y 4 mujeres, que compitieron en 7 deportes.
El portador de la bandera en la ceremonia de apertura fue el boxeador Pedro Julio Nolasco.

## Medallistas
El equipo olímpico dominicano obtuvo las siguientes medallas:
| Nombre              | Deporte | Competición |
| ------------------- | ------- | ----------- |
| Oro                 |         |             |
| —                   |         |             |
| Plata               |         |             |
| —                   |         |             |
| Bronce              |         |             |
| Pedro Julio Nolasco | Boxeo   | 54 kg M     |